# Cucchiaio fessurato

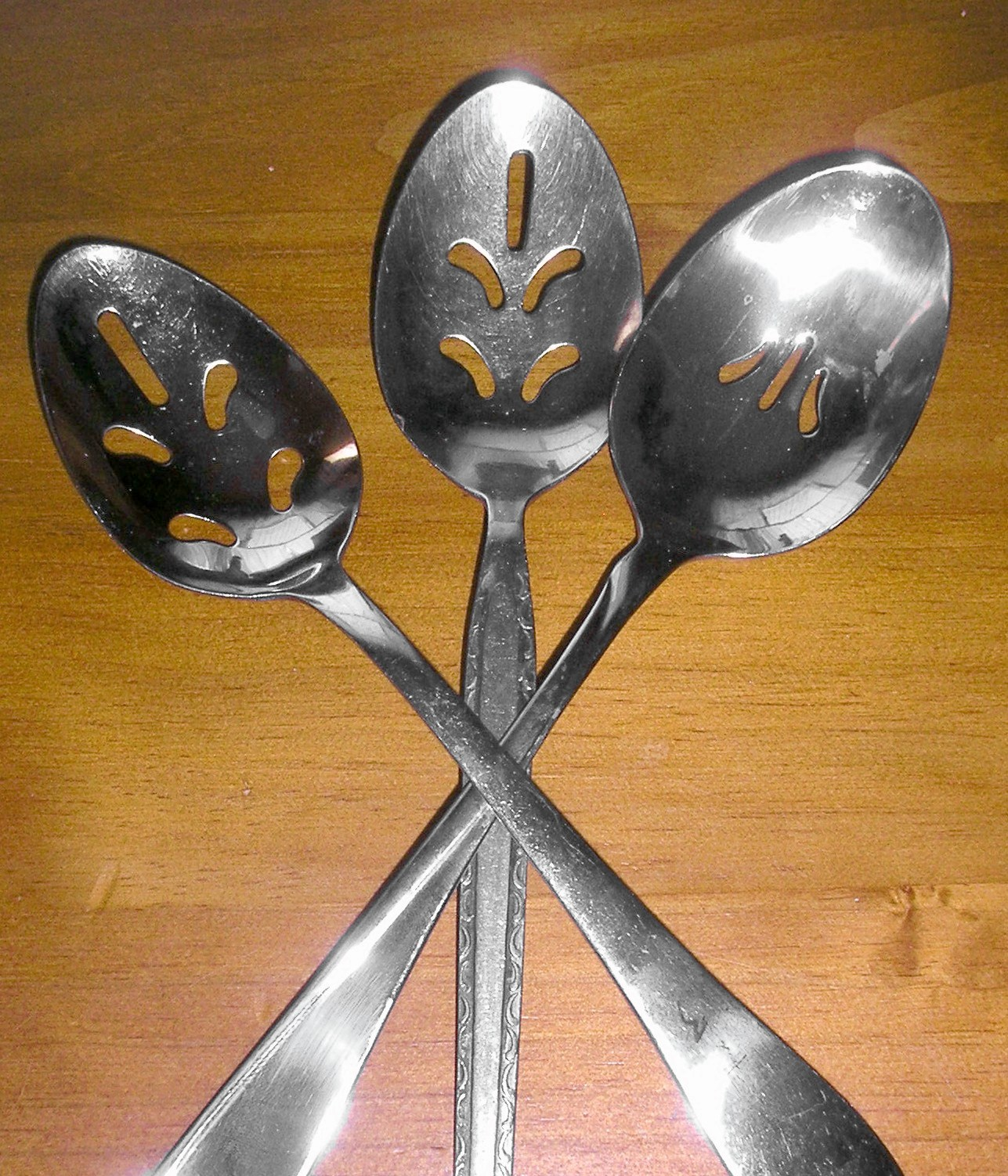
Tre esempi di tipici cucchiai fessurati in acciaio inossidabile

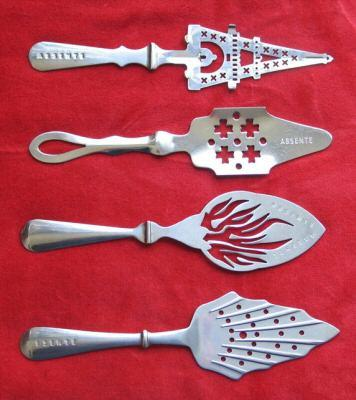
Cucchiai fessurati speciali per preparare l'assenzio

Un cucchiaio fessurato è una posata usata per servire o preparare i cibi. Il termine può essere usato per descrivere qualsiasi cucchiaio munito di fessure, fori o altre aperture nella paletta che lasciano passare il liquido pur trattenendo in cima le parti solide più grandi. Come funzione è simile a un setaccio; tuttavia, un cucchiaio fessurato delle dimensioni di un mestolo si usa più comunemente per recuperare parti da un liquido di cottura conservando il liquido nella pentola, mentre i cucchiai fessurati da tavola si usano spesso per servire cibi preparati o confezionati in succhi, come frutta o verdure.
Un esempio peculiare di cucchiaio fessurato si usa nel rituale tradizionale dell'assenzio. All'inizio della preparazione dell'assenzio, un cucchiaio speciale aiuta ad aromatizzare la miscela. Il cucchiaio tiene una zolletta di zucchero sopra un bicchiere, mentre chi prepara versa acqua fredda sullo zucchero.